# Aizumisato
Aizumisato (会津美里町, Aizumisato-machi) est un bourg du district d'Ōnuma situé dans la préfecture de Fukushima, au Japon.
Sa population est estimée à 21 724 habitants au 1er juin 2013.